# Selge

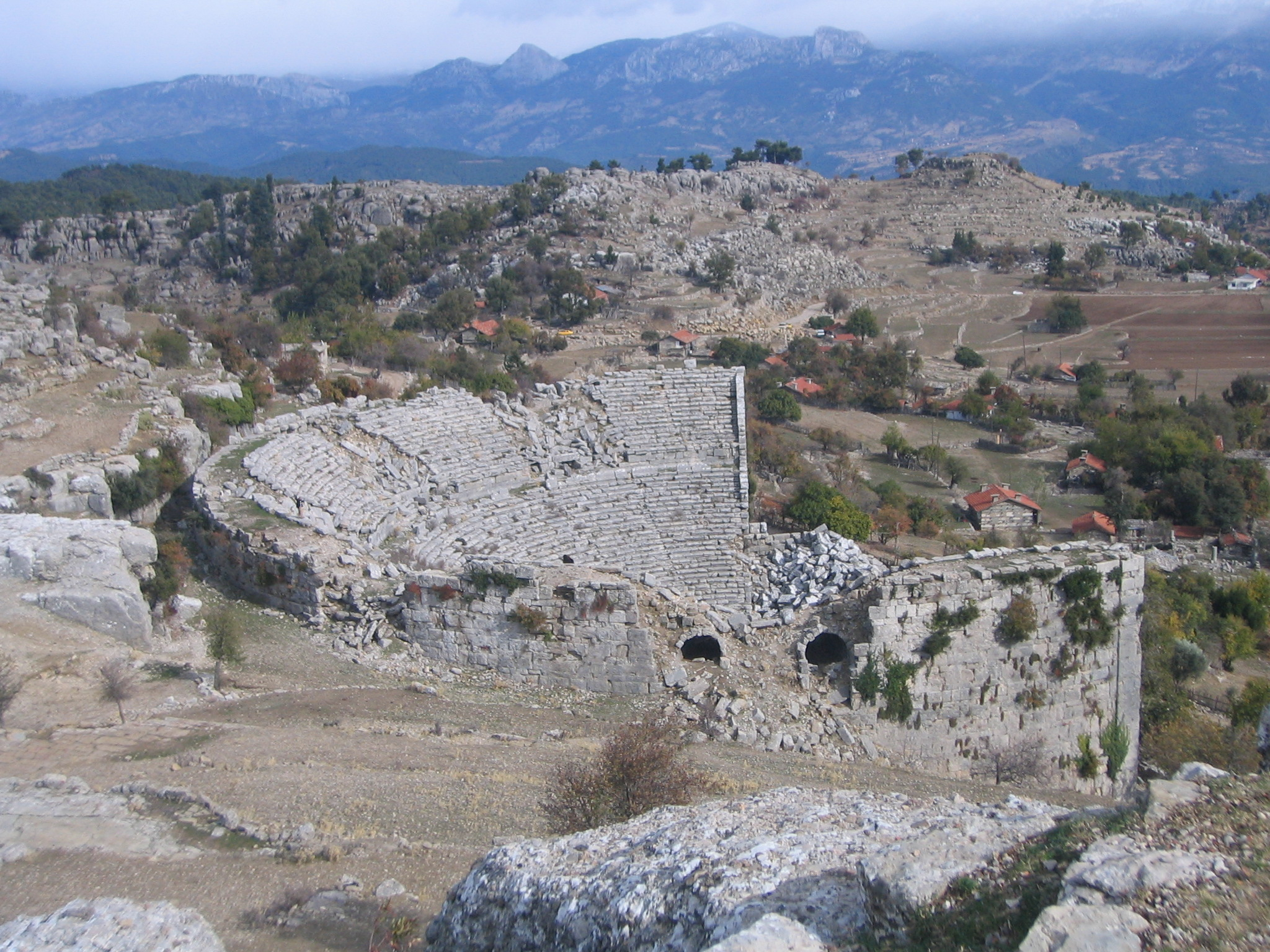
Restos del teatro romano en Selge

Selge (en griego: Σελγη) fue una importante ciudad en Pisidia, en la vertiente sur de los montes Tauro, en la parte donde el río Eurimedonte discurre a través de las montañas hacia el sur
La ciudad se creía que era una colonia griega, puesto que Estrabón dice que fue fundada por espartanos, pero añade que antes había sido fundada por Calcas. La acrópolis de Selge lleva el nombre de Kesbedion. El distrito donde estaba la ciudad era muy fértil y producía mucho vino y aceite, pero la ciudad era de difícil acceso, al estar rodeada de precipicios y torrentes que iban hacia el río Eurimedonte y hacia el río Aksu, por lo que hacían falta puentes. Por sus excelentes leyes y situación política, Selge creció y se convirtió en la ciudad más populosa y poderosa de Pisidia, y en un momento dado podía llevar 20.000 soldados al campo de batalla. Por esto, y por su valor en la batalla, sus habitantes fueron considerados como dignos parientes de los espartanos, ya que Selge nunca se doblegó a ninguna potencia extranjera, sino que permaneció disfrutando de su propia libertad e independencia. Cuando Alejandro Magno pasó por Pisidia (333 a. C.), Selge envió una embajada y ganaron su favor y amistad. En ese momento estaba en guerra con Termeso.
En el momento que Aqueo se convirtió en señor del Oeste de Asia, Selge se encontraba en guerra con Pedneliso, que fue sitiada por ellos; y Aqueo, por invitación de Pedneliso, envió una gran fuerza contra Selge (218 a. C.). Después de un largo y vigoroso asedio, los habitantes de Selge fueron traicionados y, desesperados por la imposibilidad de resistir a Aqueo por más tiempo, enviaron negociadores a pedir la paz, que se les concedió en los siguientes términos: debían pagar 400 talentos de inmediato, devolver los prisioneros de Pedneliso, y después de un tiempo pagar 300 talentos más.
No se conoce ningún otro dato sobre la historia de Selge, hasta el siglo V, cuando Zósimo le llama un pequeño pueblo, pero todavía no lo suficientemente fuerte como para resistir un ataque de los godos. Es extraño que Plinio el Viejo no mencione Selge, porque sabemos por sus monedas que aún era una floreciente ciudad en la época de Adriano, y también es mencionado por Ptolomeo y Hierocles . Independientemente de vino y aceite, el campo alrededor de Selge era rico en madera, y había una gran variedad de árboles, entre los cuales el storax se valoraba mucho por la producción de un fuerte perfume. En Selge también se hacía un ungüento preparado a partir de la raíz del iris.
Los restos de la ciudad consisten principalmente en partes del muro que la rodeaba y de la acrópolis. Unos pocos vestigios han sobrevivido del gimnasio, la stoa, el estadio y la basílica. Existen también restos de dos templos, pero el monumento mejor conservado es el teatro, restaurado en el siglo III

## Otras fuentes
- Smith, William (editor); Dictionary of Greek and Roman Geography, "Selge", Londres, (1854)
- Richard Stillwell, William L. MacDonald, Marian Holland McAllister (editors); The Princeton Encyclopedia of Classical Sites, "Selge", Princeton, (1976)
- Catholic Encyclopedia, "Selge", New York, (1913)